# George Thorne (golfista)
George Thorne (¿-?) era un golfista británico que compitió en los Juegos Olímpicos de París 1900. En los mismos Juegos Olímpicos, Thorne terminó sexto en el torneo Individual Masculino de golf de 12 participantes, de 36 hoyos, que se disputó en el Compiègne Golf Club, Compiègne, durante el mes de octubre de 1900, ya que la medalla de oro de dicha disciplina la obtuvo Charles Sands, cuya asociación deportiva correspondía a la Weston-Super-Mare Golf Club.

## Resultados finales
En los Juegos Olímpicos de París 1900, estos fueron los 8 primeros: 
1. Charles Sands EE. UU. 167
2. Walter Rutherford Gran Bretaña 168
3. David Robertson Gran Bretaña 175
4. Frederick Taylor EE. UU. 182
5. H.E Daunt Francia 184
6. George Thorne Gran Bretaña 185
7. William Dove Gran Bretaña 186
8. Albert Lambert EE. UU. 189